# Interstate State Park WPA/Rustic Style Historic Resources
 (septembre 2020).
Les Interstate State Park WPA/Rustic Style Historic Resources sont des structures formant un district historique dans le comté de Chisago, dans le Minnesota, aux États-Unis. Situé au sein de l'Interstate State Park, ce district emploie le style rustique du National Park Service. Il est inscrit au Registre national des lieux historiques depuis le 11 juin 1992.